# Filip Misolic
Filip Misolic (ur. 8 sierpnia 2001 w Grazu) – austriacki tenisista.

## Kariera tenisowa
W karierze zwyciężył w dwóch turniejach cyklu ATP Challenger Tour. Ponadto wygrał sześć singlowych turniejów rangi ITF.
W 2022 roku podczas turnieju w Kitzbühel osiągnął swój pierwszy finał zawodów cyklu ATP Tour. W decydującym meczu przegrał z Roberto Bautistą-Agutem 2:6, 2:6.
W rankingu gry pojedynczej najwyżej był na 110. miejscu (23 czerwca 2025), a w klasyfikacji gry podwójnej na 1051. pozycji (27 stycznia 2025).

### Finały w turniejach ATP Tour
| Legenda                                      |
| -------------------------------------------- |
| Wielki Szlem                                 |
| Igrzyska olimpijskie                         |
| Tennis Masters Cup / ATP Finals              |
| ATP Masters Series / ATP Tour Masters 1000   |
| ATP International Series Gold / ATP Tour 500 |
| ATP International Series / ATP Tour 250      |

#### Gra pojedyncza (0–1)
| Końcowy wynik | Nr | Data          | Turniej   | Nawierzchnia | Przeciwnik            | Wynik finału |
| ------------- | -- | ------------- | --------- | ------------ | --------------------- | ------------ |
| Finalista     | 1. | 30 lipca 2022 | Kitzbühel | Ceglana      | Roberto Bautista-Agut | 2:6, 2:6     |

### Zwycięstwa w turniejach ATP Challenger Tour

#### Gra pojedyncza
| Końcowy wynik | Nr | Data             | Turniej              | Nawierzchnia | Przeciwnik        | Wynik finału     |
| ------------- | -- | ---------------- | -------------------- | ------------ | ----------------- | ---------------- |
| Zwycięzca     | 1. | 15 maja 2022     | Zagrzeb              | Ceglana      | Mili Poljičak     | 6:3, 7:6(6)      |
| Zwycięzca     | 2. | 23 kwietnia 2023 | Roseto degli Abruzzi | Ceglana      | Raphaël Collignon | 4:6, 7:5, 7:6(6) |
| Zwycięzca     | 3. | 11 maja 2025     | Praga                | Ceglana      | Guy den Ouden     | 6:4, 6:0         |
| Zwycięzca     | 4. | 21 czerwca 2025  | Poznań               | Ceglana      | Dalibor Svrčina   | 6:2, 6:0         |